# Trévor Clévenot
Trévor Gérard Jean-Claude Clévenot (ur. 28 czerwca 1994 w Royan) – francuski siatkarz, grający na pozycji przyjmującego, reprezentant Francji.
Jego mama specjalizowała się w piłce ręcznej. Jego tata Alain grał w siatkówkę, oraz starsi bracia Corentin i Barthelemy, którzy zakończyli kariery siatkarskie na poziomie trzeciej ligi.

## Kariera klubowa
| Lata      | Klub                         |
| 2012–2016 | Spacer’s de Toulouse         |
| 2016–2018 | LPR Volley Piacenza          |
| 2018–2020 | Revivre Milano               |
| 2020–2021 | Gas Sales Bluenergy Piacenza |
| 2021–2023 | Jastrzębski Węgiel           |
| 2023–2024 | Aluron CMC Warta Zawiercie   |
| 2024–     | Ziraat Bankkart Ankara       |

## Sukcesy klubowe
Superpuchar Polski:
- 2021, 2022[4]

Mistrzostwo Polski:
- 2023[5]
- 2022[6], 2024[7]

Liga Mistrzów:
- 2023[8]

Puchar Polski:
- 2024[9]

Puchar CEV:
- 2025[10]

Mistrzostwo Turcji:
- 2025[11]

## Sukcesy reprezentacyjne
Mistrzostwa Europy Kadetów:
- 2011[12]

Liga Światowa:
- 2015[13], 2017
- 2016

Liga Narodów:
- 2022[14]
- 2018
- 2021

Igrzyska Olimpijskie:
- 2020, 2024[15]

## Nagrody indywidualne
- 2022: Najlepszy przyjmujący turnieju finałowego Ligi Narodów
- 2024: Najlepszy przyjmujący Igrzysk Olimpijskich[16]

## Odznaczenia
- Chevalier Orderu Legii Honorowej – 2021[17]
- Officier Orderu Narodowego Zasługi – 2024[18]